# Frölunda naturreservat
Frölunda naturreservat ligger på Lennartsnäshalvön cirka 4,5 kilometer sydväst om Kungsängen i Upplands-Bro kommun, Stockholms län. Naturreservatet bildades  år 2010 och omfattar en areal om 206,5 hektar varav 132 hektar vatten i Mälaren. Genom reservatet sträcker sig en del av den 29 kilometer långa Upplands-Broleden. Intill Frölunda naturreservat ligger Broknapparnas naturreservat som omfattar en ögrupp i Mälaren.

## Beskrivning
Reservatet ligger vid sydvästra sida av Lennartsnäshalvön och omfattar även en del av Mälaren. Området ingår i ett större område av riksintresse för kulturmiljövården och nyttjades tidigare för skogsbruk och skogsarbete. Reservatet bildades för att bevara ett värdefullt friluftsområde med för Mälaren karaktäristisk natur. Här finns berg-, klipp- och sandstränder, barr- och lövskogar samt växter och djur som trivs i dessa miljöer. Vattnet i reservatet har god kvalitet och både abborre och gädda trivs här. Det är tillåtet att fiska med handredskap.
För att främja det rörliga friluftslivet har kommunen anordnat markerade rid- och strövstigar (blåa slingan 2,5 kilometer) samt badplats, toalett, vindskydd och flera grillplatser därav ett tillgänglighetsanpassat grillhus.

## Kommunikationer
Via Upplands-Broleden kan man fotvandra eller cykla hit. Från Kungsängens pendeltågsstation är det 8,1 kilometer och från Bros pendeltågsstation är det 11,2 kilometer. Mitt i reservatsområdet finns även en parkeringsplats.

## Bilder

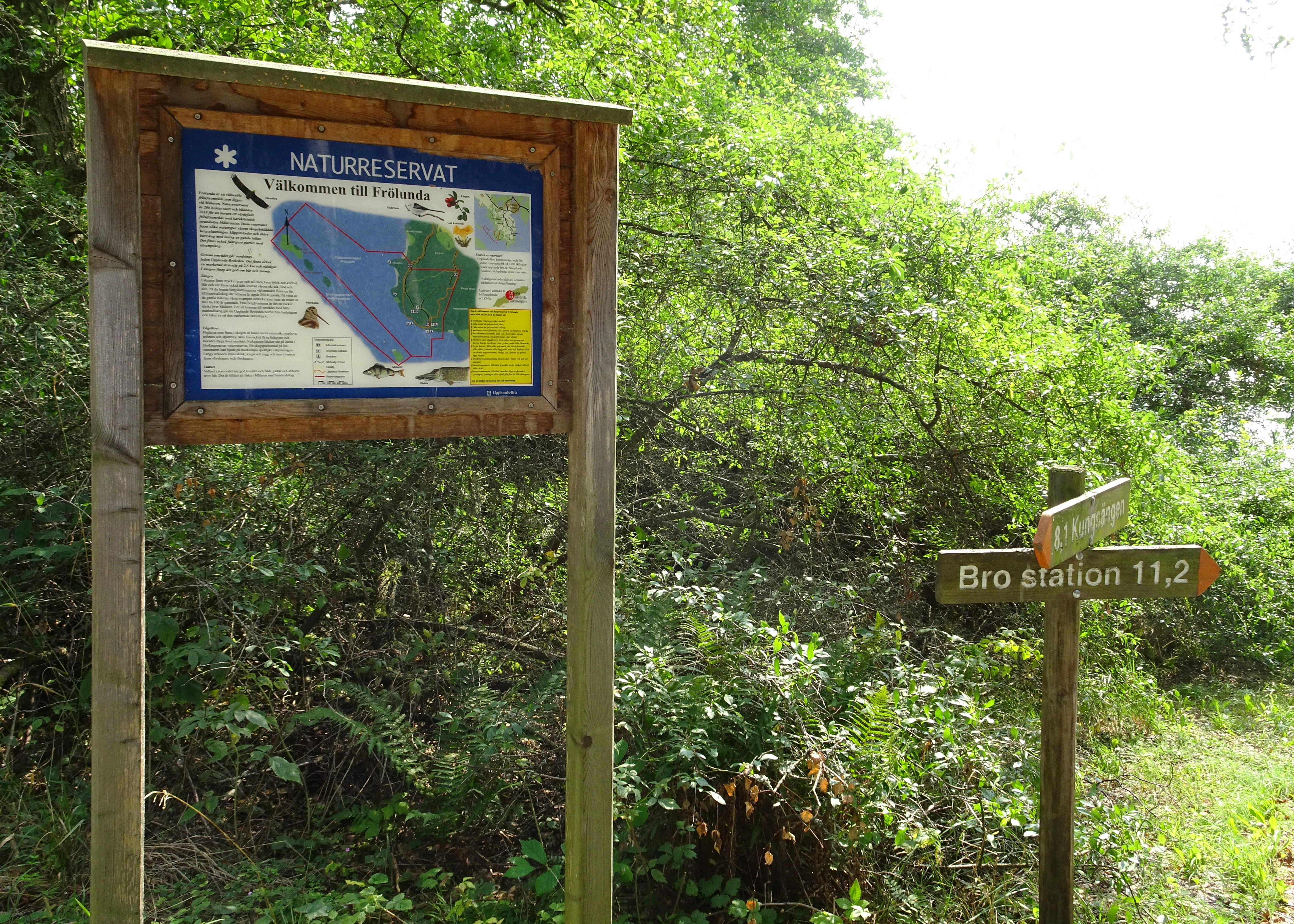
Frölunda naturreservat, infoskylt.
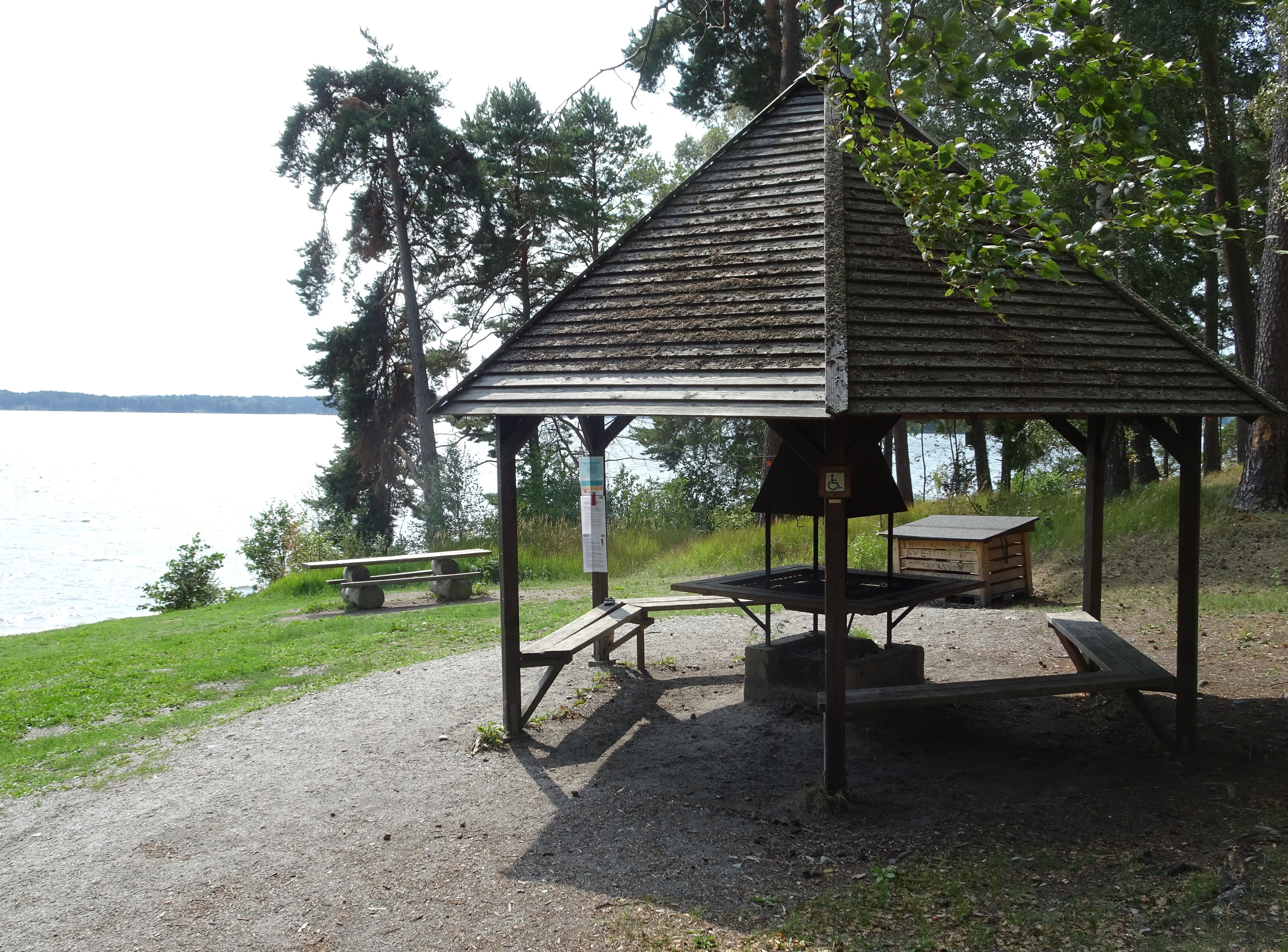
Tillgänglighetsanpassat grillhus.
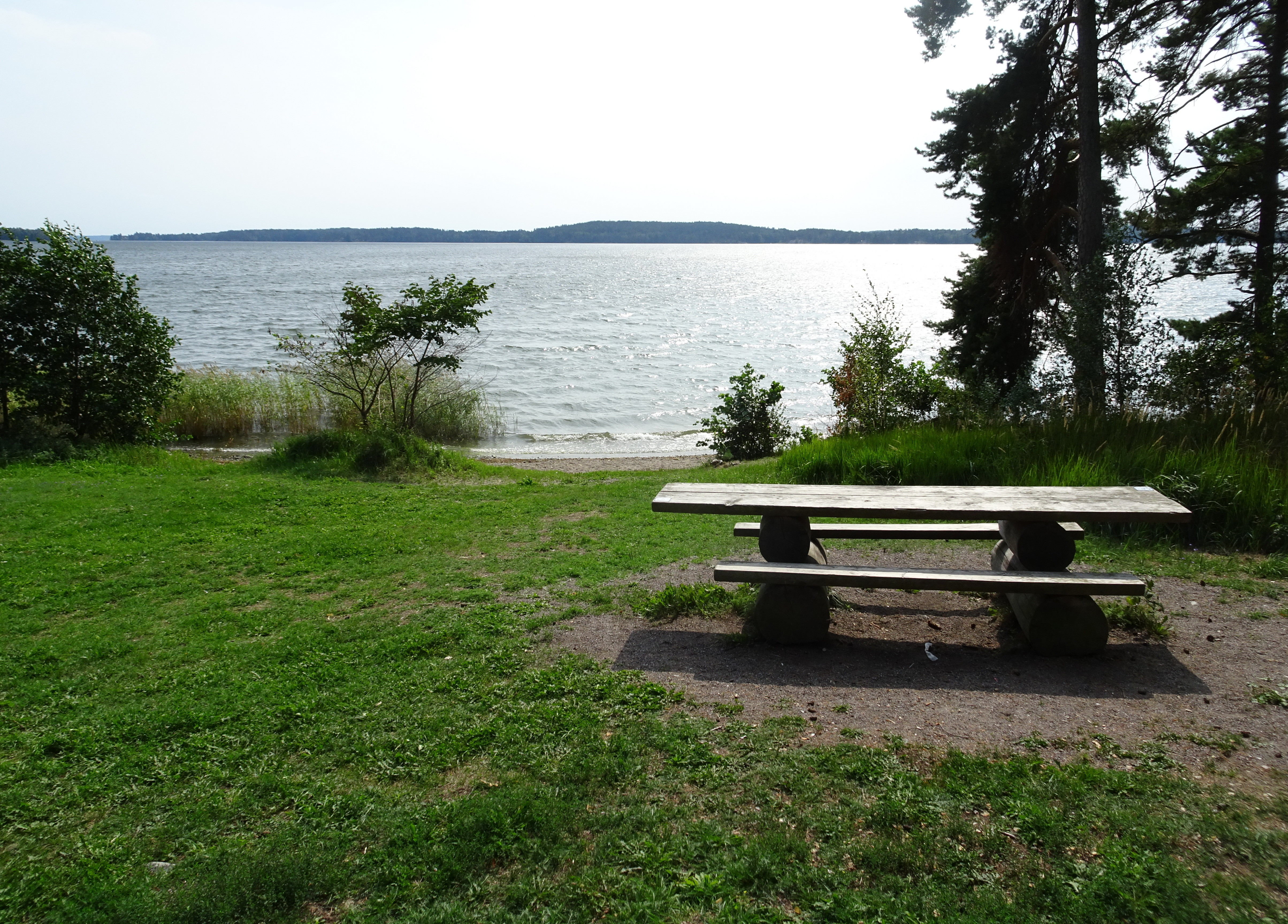
Bad- och rastplats.
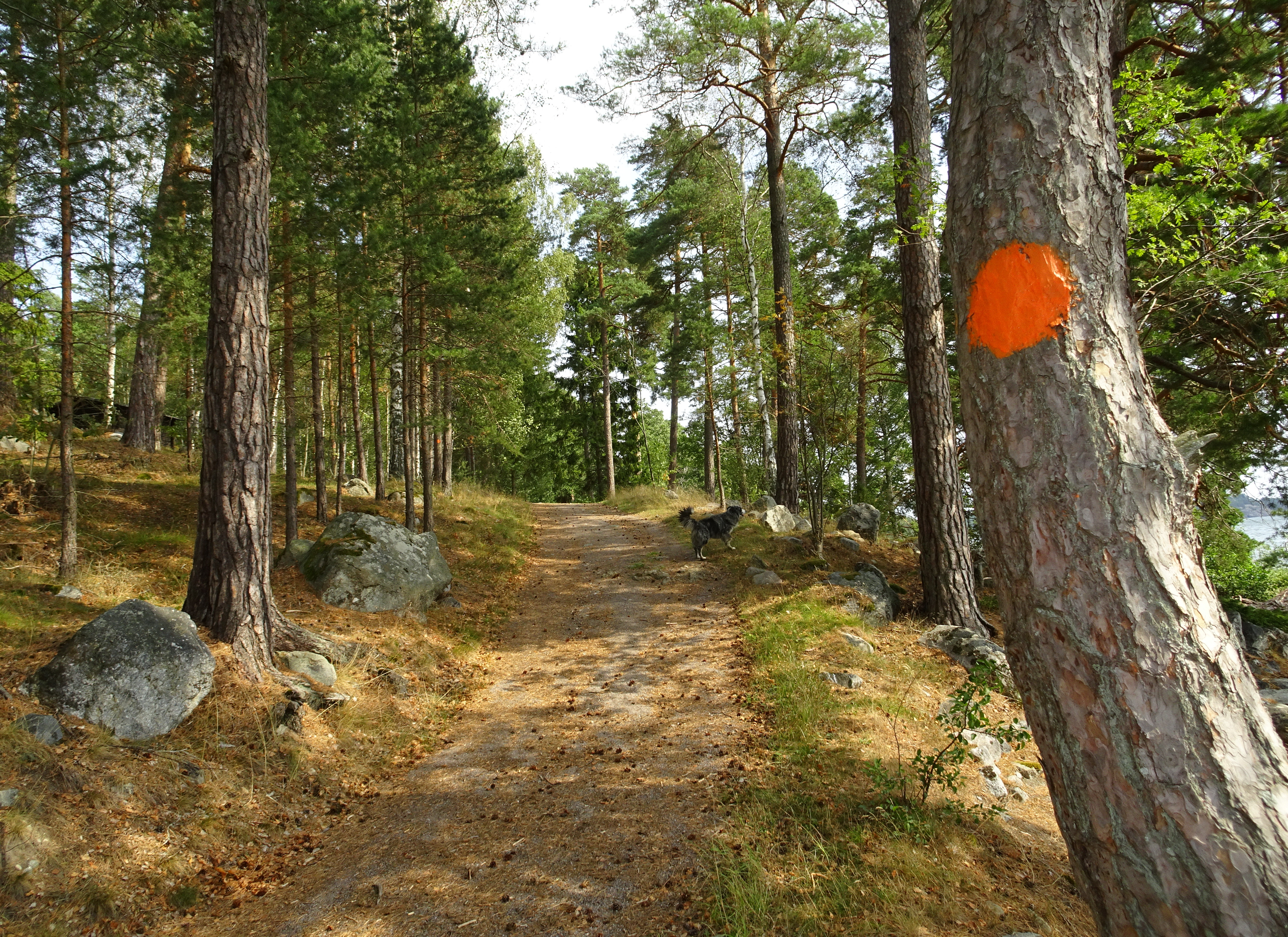
Upplands-Broleden med orange markering.